# Chirakanahalli, Gundlupet
Chirakanahalli là một làng thuộc tehsil Gundlupet, huyện Chamarajanagar, bang Karnataka, Ấn Độ.